# Simmering-Graz-Pauker
A Simmering-Graz-Pauker AG (rövidítve: SGP), amelyet eredetileg Simmering-Graz-Pauker Aktiengesellschaft für Maschinen-, Kessel- und Waggonbau néven alapítottak, a 20. század egyik legfontosabb osztrák gép- és motorgyára volt. A vállalat 1941-ben jött létre a Simmeringer Maschinen- und Waggonbau-Aktiengesellschaft, a Grazer Maschinen- und Waggonbau-Aktiengesellschaft és a bécsi Paukerwerk Aktiengesellschaft egyesülésével. 1989-ben a vállalatot felosztották. A bécsi üzem ma villamos- és metrószerelvényeket gyárt. A grazi üzem ma a Siemens csoport része, és vontatójárművekhez gyárt alkatrészeket.

## Termékek
A hangsúly az energiatechnológián volt, amely turbinák és kazánok építésére irányult az erőművek befejezéséhez, valamint a közlekedéstechnológián, amely dízelmotorok, kocsik és mozdonyok építésére irányult az ÖBB számára, valamint a bécsi és grazi közlekedési rendszerek járműveinek (villamosok, metró ("Ezüst Nyíl" és "V-vagon"), vonatok) gyártására.

### Repülőgépek
Az 1950-es években a Simmering-Graz-Pauker A.G. kifejlesztette az SGP M-222 Flamingót, az első repülőgépüket, amely egy hagyományos, kétmotoros monoplán volt, kisebb, mint sok más, de két sorban négy ülőhellyel.
Az első prototípus 1959. május 15-én repült először, de 1959. augusztus 2-án, egy hajtóműves tesztek során halálos balesetben elpusztult. A fejlesztési munka egy második gépen folytatódott, amely 1960-ban repült először, majd 1962-ben egy harmadik követte. A negyedik gépet, amelyet most "Simmering-Graz-Pauker SGP.222"-re kereszteltek át, gyártási prototípusnak és demonstrátornak szánták, és az 1964-es hamburgi kiállításon jelent meg, bár kiderült, hogy ez volt a sorozat utolsó példánya. 1964 végén a programot leállították, és a három megmaradt példányt selejtezték.
1985-től 1991-ig az SGP volt a Hoffman Aircraft Limited anyavállalata.

## Képek

Példák az SGP járműveire
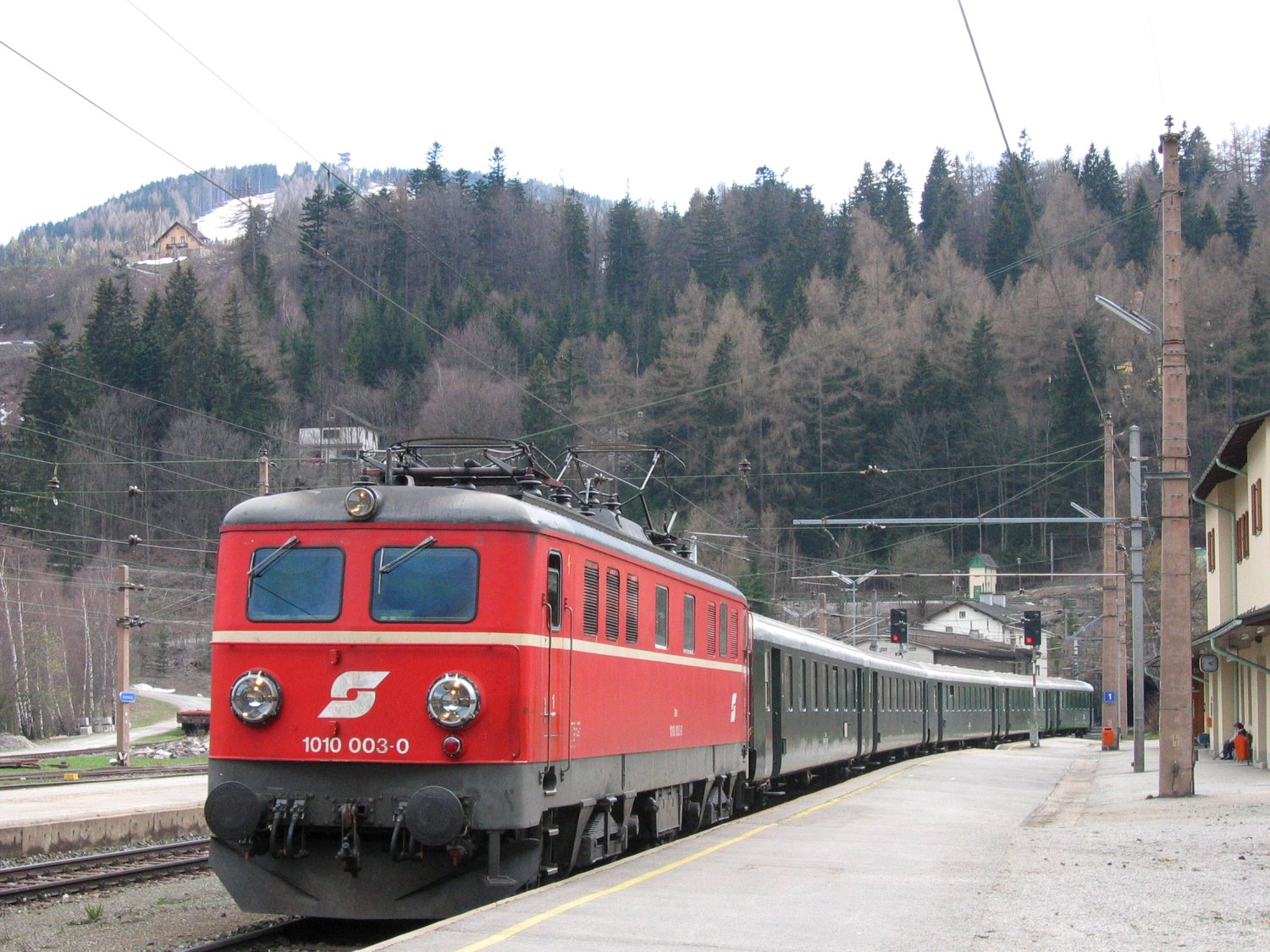
ÖBB 1010 003-0 villamosmozdony
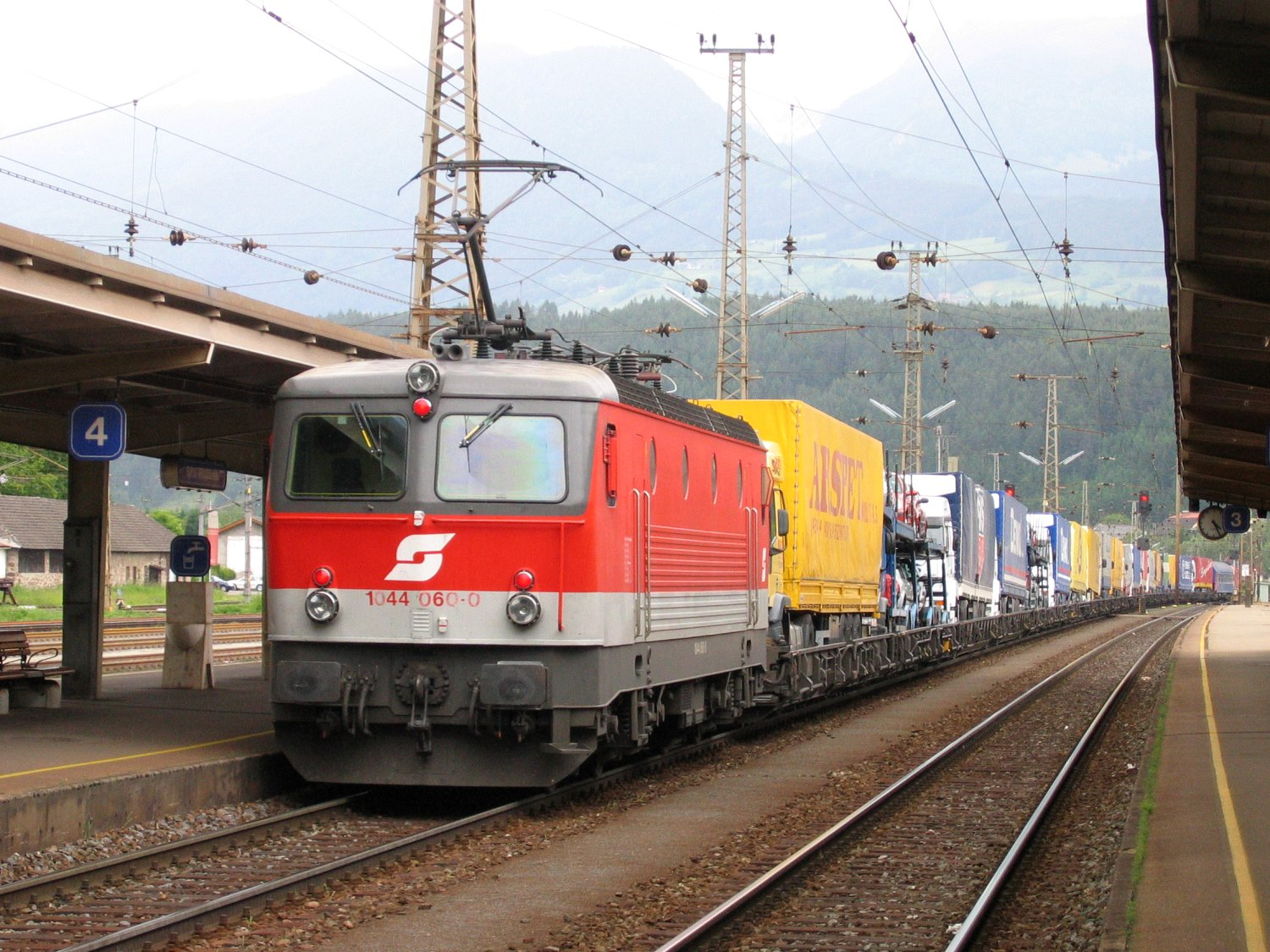
ÖBB 1044 060-0 villamosmozdony
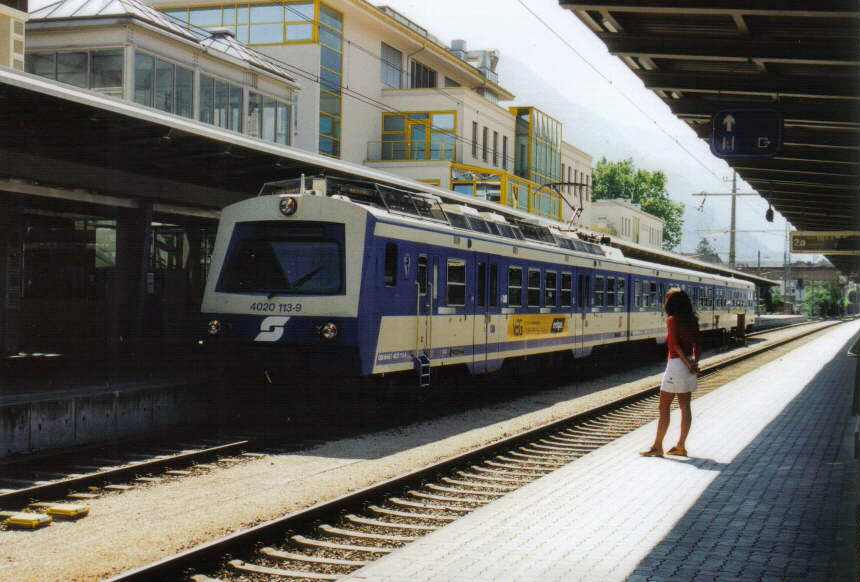
ÖBB 4020 sorozatú S-Bahn
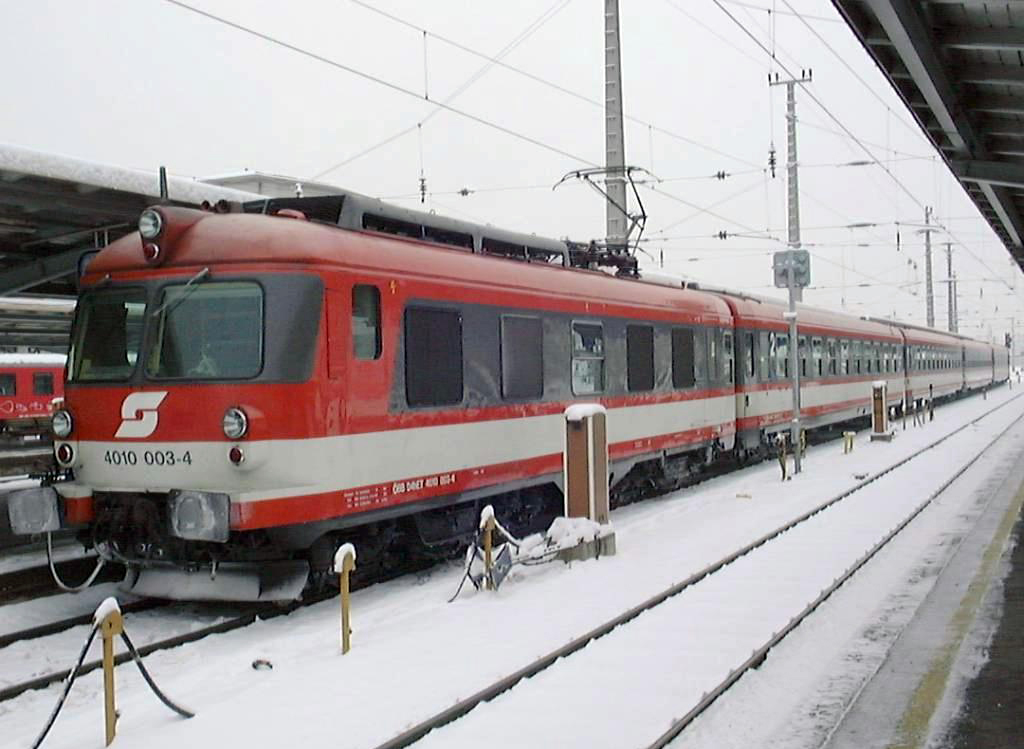
ÖBB 4010 sorozat Grazban
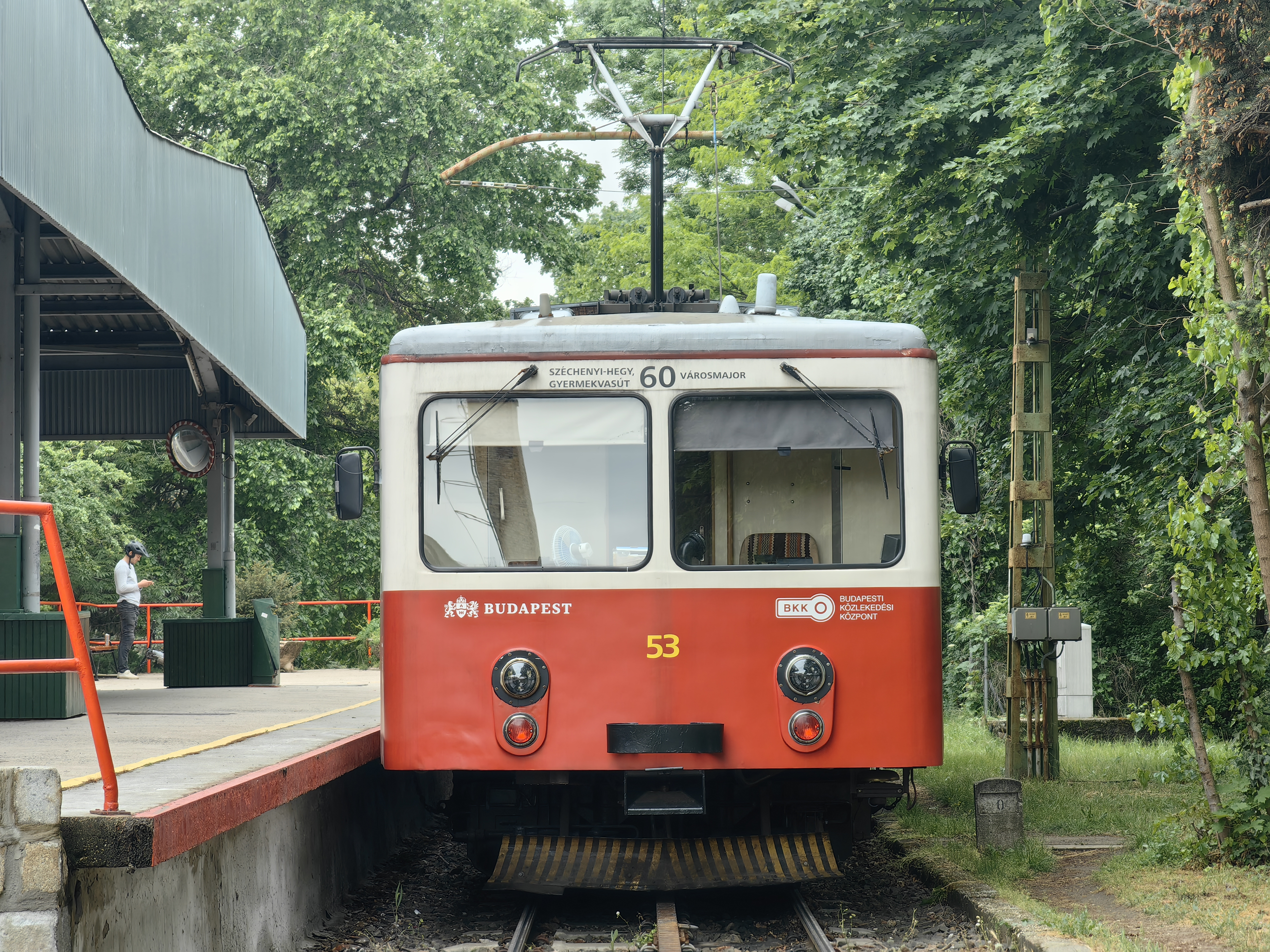
Budapesti fogaskerekű vasút egyik motorvonata
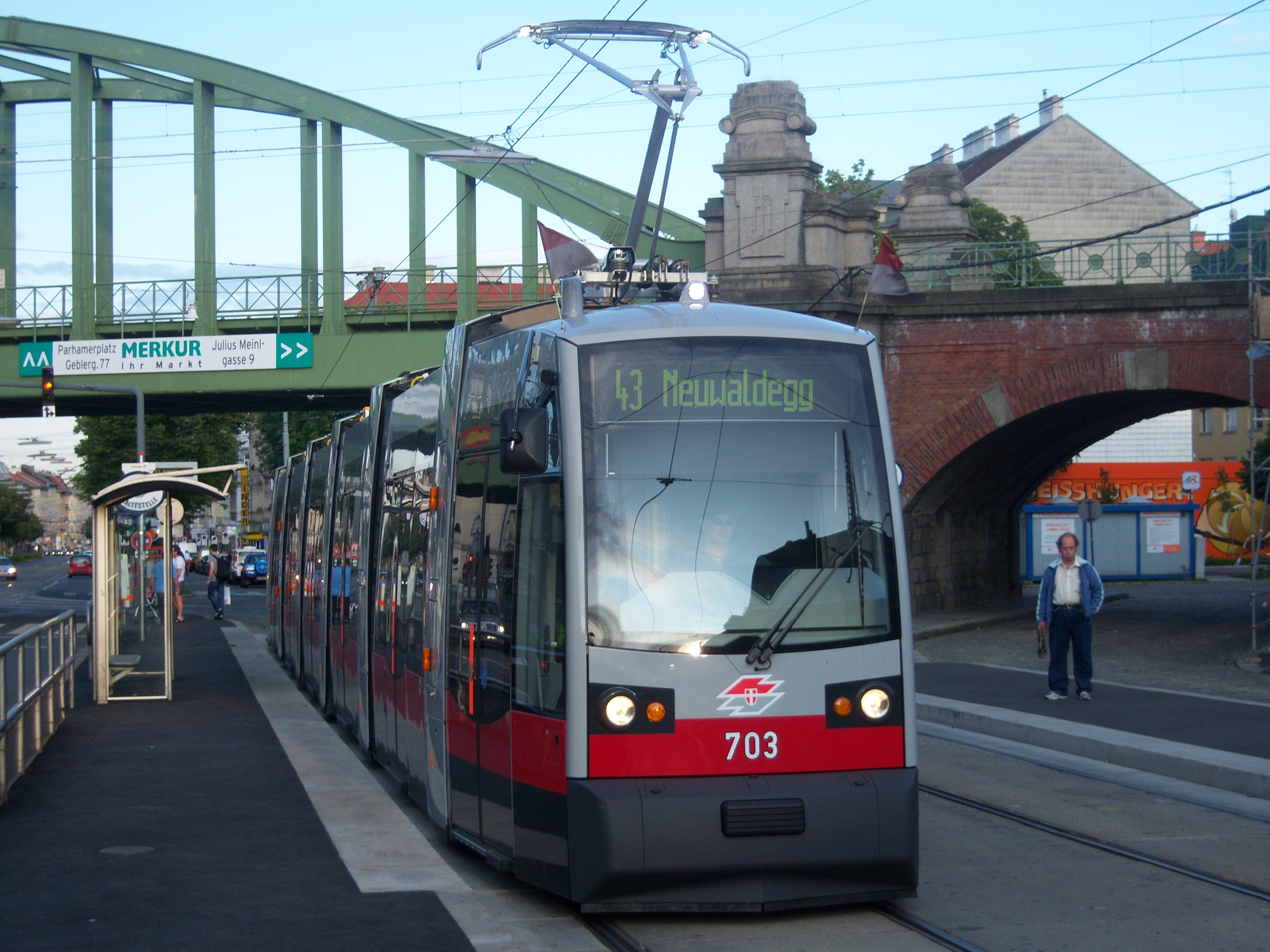
Bécsi ULF B1 villamos
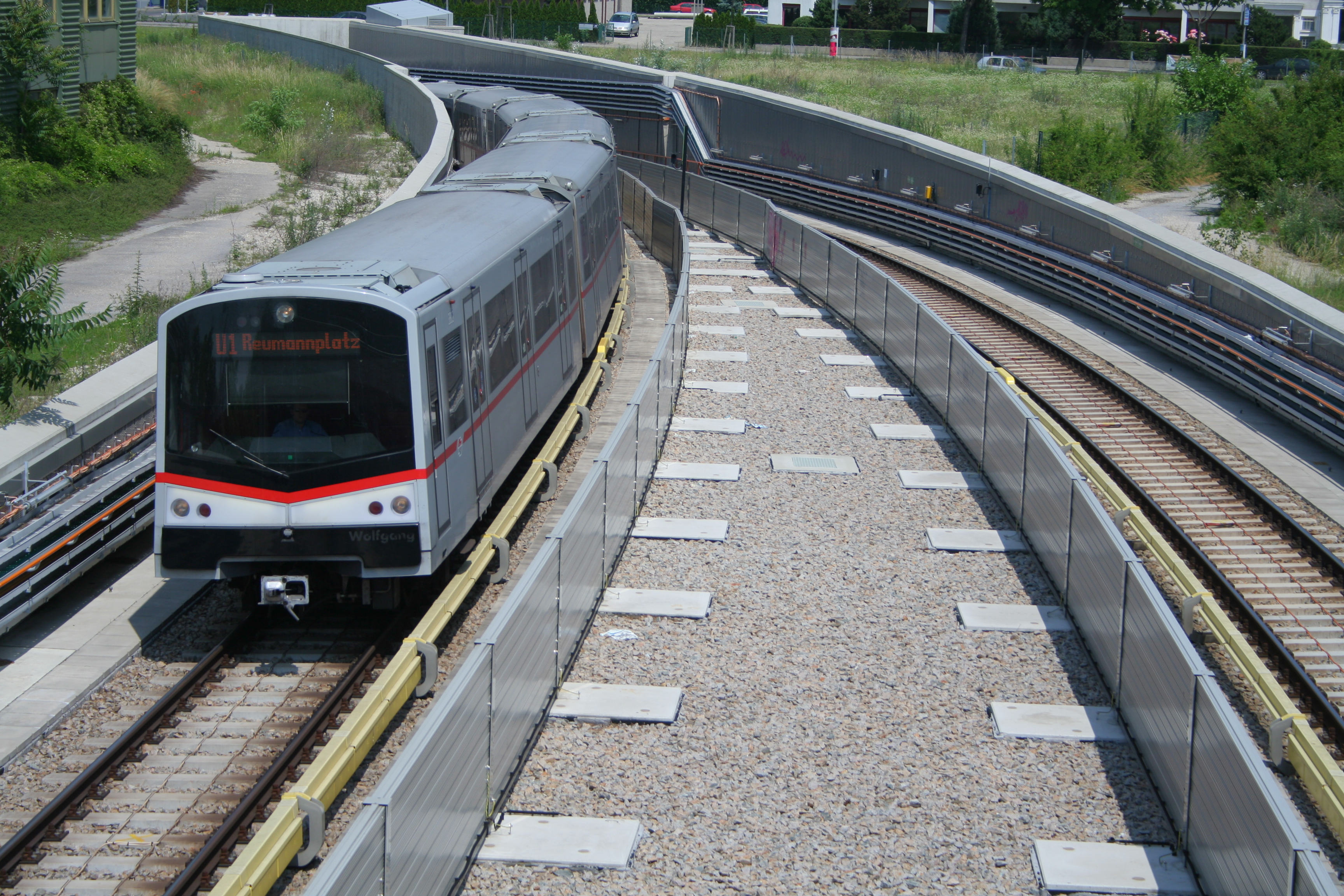
Bécsi V sorozatú metró
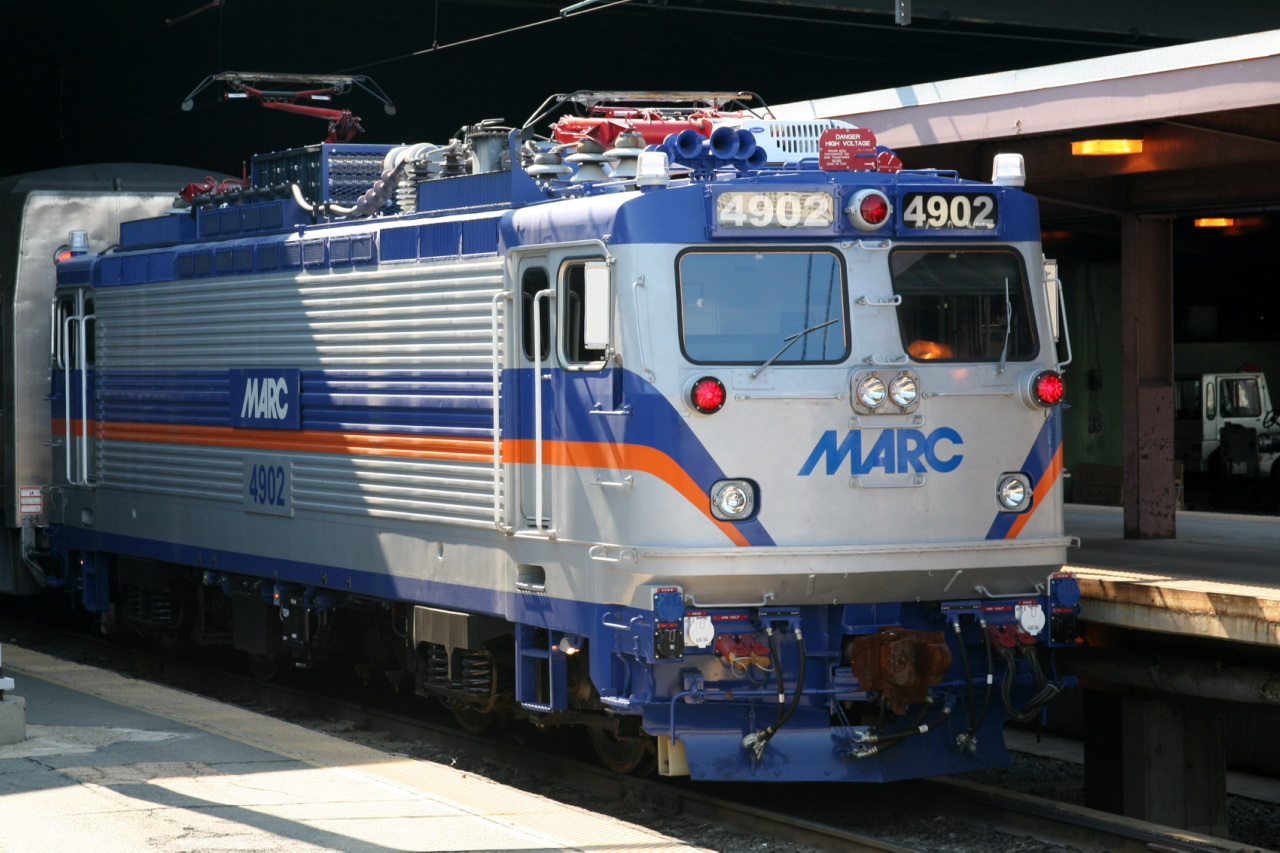
SGP-bodied[5] MARC EMD AEM-7  Washington, D.C.
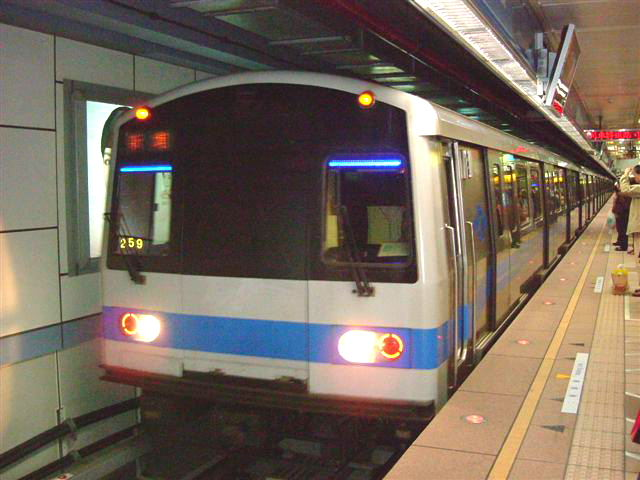
Tajpeji metró C321 sorozat
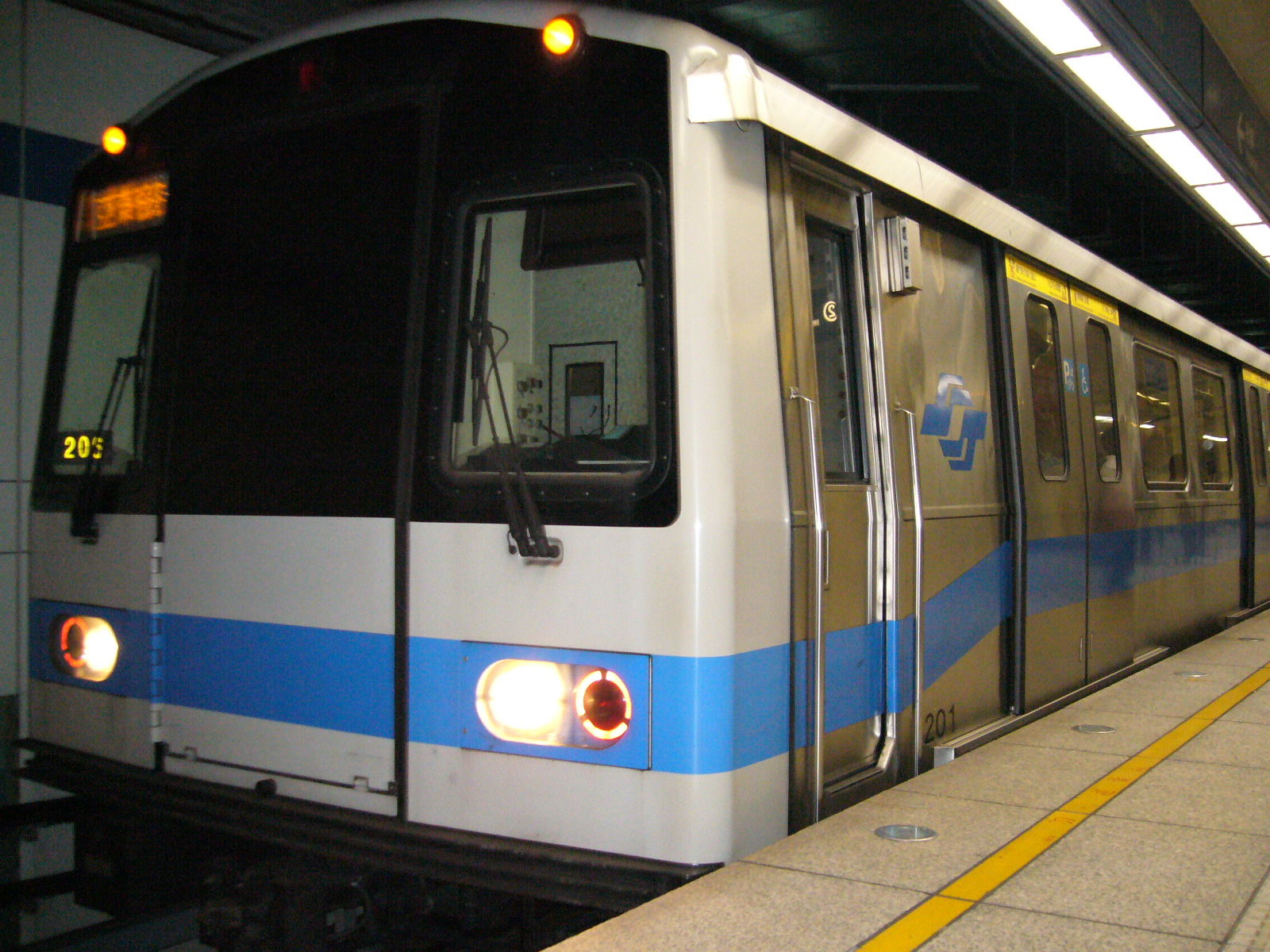
Taipei Metro C341 metrószerelvény
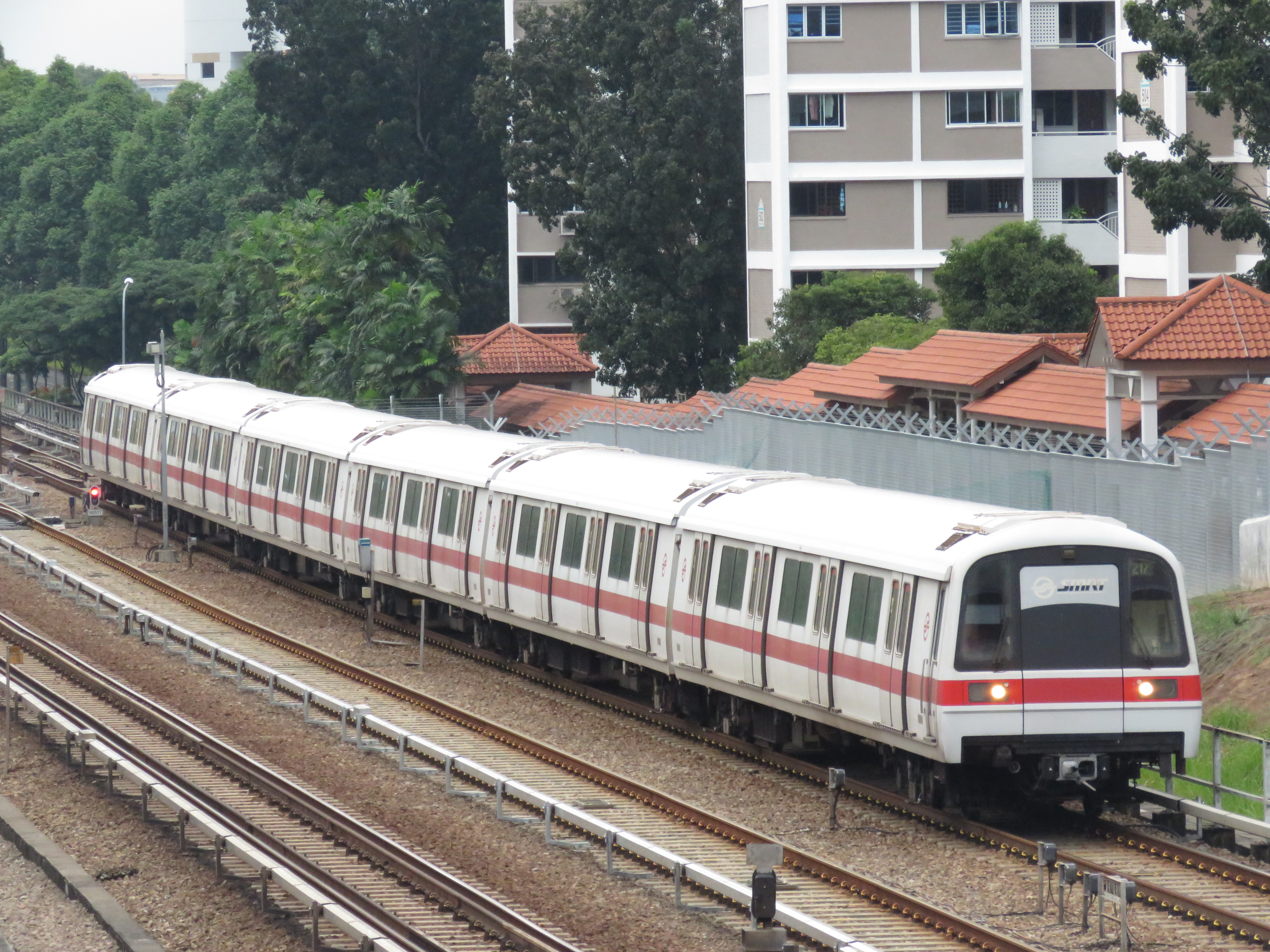
Singapore MRT C651 metrószerelvény
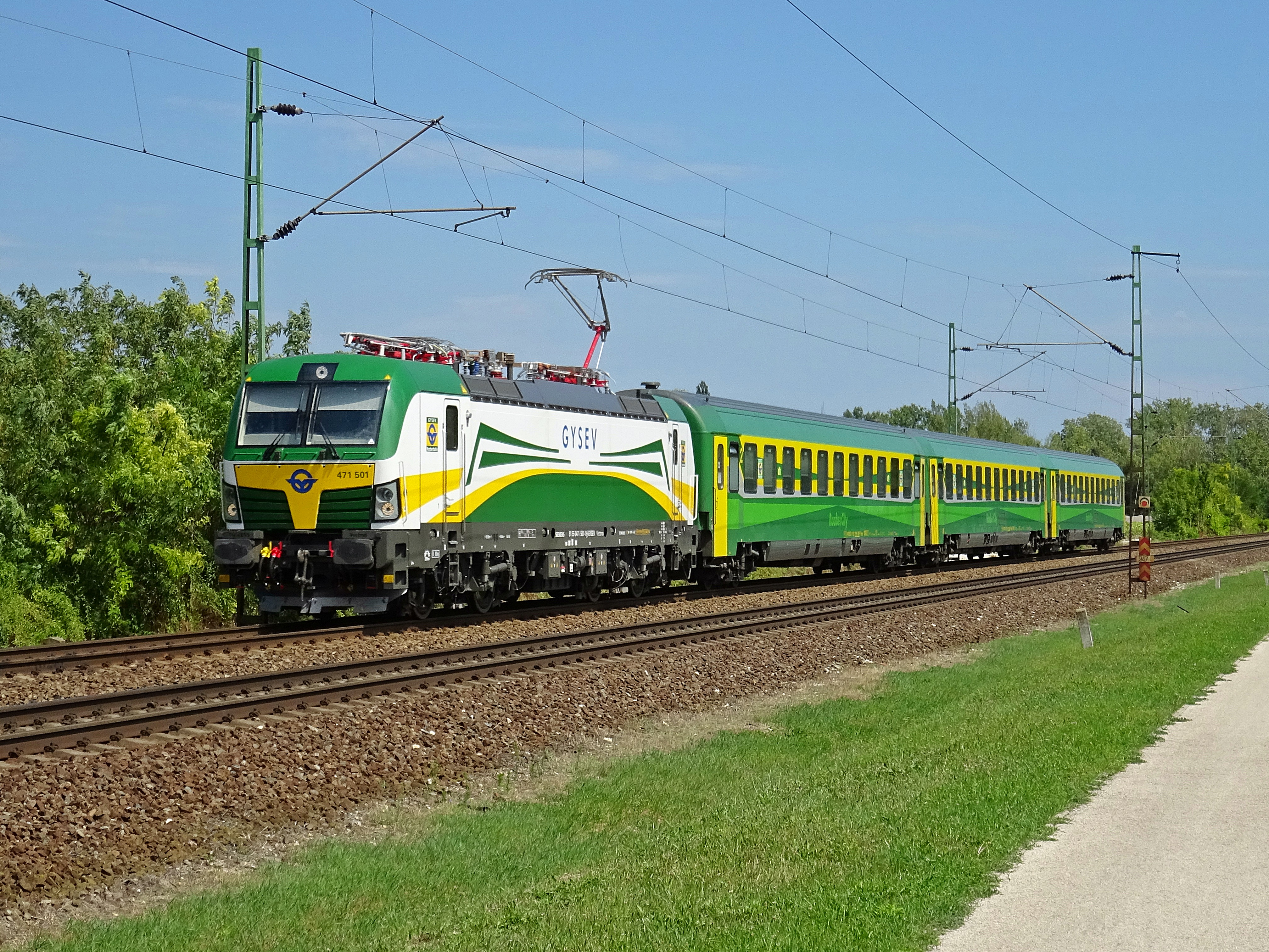
Raabercity személykocsik a GYSEV flottájában Szőnynél